# Conțești, Bacău
Conțești este un sat în comuna Sascut din județul Bacău, Moldova, România.